# بهنام سکستانی
ارجاع نادرست نام. 
1. تغییرمسیر به ونن سیستانی (سَکِستانی)

توجه:
نام ونن ریشه در زبان پارتی دارد و در لغت به معنی پیروز می‌باشد که توسط خاندان سلطنتی اشکانی استفاده شده‌است. این نام ارتباطی با نام "بهنام" ندارد.